# Adam Kais
Adam Kais Aziz, född 10 augusti 1996 i Istanbul, är en svensk skådespelare.

## Biografi
Adam Kais, som växte upp i Nyköping, studerade vid Teaterhögskolan i Malmö 2019–2023. Tidigare har Kais varit engagerad vid Unga Klara, där han medverkat i uppsättningen Brinn. Hans första filmroll var som Khalil i kortfilmen Vi var barn då. Filmen hade premiär på Göteborg Film Festival 2022 och belönades med publikens pris.
Hans genombrott kom när han spelade en av huvudrollerna som Zaki i den svenska serien Snabba cash som hade premiär på Netflix 7 april 2021. Kais hade 2022 en roll som polis i filmen Bullets.

## Filmografi
- 2022 – Vi var barn då (Kortfilm)
- 2022 – Snabba cash (TV-serie)
- 2023 – Bullets
- 2025 – Handbok för superhjältar